# Reader Rabbit
Coelho Sabido (Reader Rabbit no original) é uma franquia de software educativo criada em 1986 pela The Learning Company.  Esta série representa atualmente a maior parte de uma franquia de títulos baseados em currículo escolar e títulos baseados em temas, onde os jogos possuem recursos do maternal até o segundo grau.  Os jogos a partir do quarto ano são contemplados pela série Os Caça-Pistas.
O primeiro jogo da série ensinou artes da linguagem, apresentando uma variedade de jogos simples, projetada para ensinar alunos a leitura e habilidades básicas de ortografia. Originalmente, o nome da personagem-título foi mudado para refletir uma mudança no assunto, como acontece com Math Rabbit (Coelho Matemática), mas aparentemente já foi decidido manter o nome original do personagem, independentemente da área abrangida por um jogo particular.
No Brasil o Coelho Sabido é uma marca registrada pela Divertire Editora que atua no mercado de jogos educativos desde 1998.